# オールスター・スーパーマン (アニメ)
『オールスター・スーパーマン』（英: All-Star Superman）は、DCコミックスの出版するアメリカンコミック「スーパーマン」のミニシリーズ『オールスター: スーパーマン』を原作とするOVA。DCユニバース・アニメイテッド・オリジナル・ムービーズとしては10作目の映像作品で、2011年2月22日に発売された。

## キャスト
| - クラーク・ケント / スーパーマン - ジェームズ・デントン - ロイス・レイン / スーパーウーマン - クリスティーナ・ヘンドリックス - マーサ・ケント - フランセス・コンロイ - レックス・ルーサー - アンソニー・ラパーリア - ナスタルシア・ルーサー - リンダ・カーデリーニ - サム・レイン将軍 - スティーヴン・ブルーム - ペリー・ホワイト - エドワード・アズナー - ジミー・オルセン - マシュー・グレイ・ギュブラー - キャット・グラント - キャシー・キャバディーニ - スティーブ・ロンバード - ケビン・マイケル・リチャードソン | - レオ・クインタム - アレクシス・デニソフ - アトラス (DCコミックス) - スティーヴン・ブルーム - サムソン - ジョン・ディマジオ - ウルトラスフィンクス - ジョン・ディマジオ - ソラリス - ロビン・アトキン・ダウンズ - パラサイト - マイケル・ガフ - タイランコ - ケビン・マイケル・リチャードソン - クルール - フレッド・タタショア - バー゠エル - アーノルド・ヴォスルー - ライロ - フィノラ・ヒューズ |

## 関連コミック
オールスター: スーパーマン
ヴィレッジブックス刊。
2015年10月30日発売 ISBN 978-4864912471